# Torneos WTA en 2023
El Tour de la WTA 2023 fue el circuito de la élite profesional del tenis, organizado por la Asociación de Tenis Femenina (WTA) para el año 2023. El WTA Tour 2023 comprende el calendario de torneos de Grand Slam (supervisado por la Federación Internacional de Tenis (ITF), los torneos WTA 1000, los torneos WTA 500, los torneos WTA 250, la Copa Billie Jean King (organizada por la ITF) y los campeonatos de fin de año (el WTA Finals y el WTA Elite Trophy).

## Calendario
Clave
| Grand Slam                         |
| Finals                             |
| Elite Trophy                       |
| WTA 1000                           |
| WTA 500                            |
| WTA 250                            |
| Copa Billie Jean King y United Cup |

### Enero
| Semana                  | Torneo | Campeonas                                      | Finalistas                              | Semifinalistas                    | Cuartos de final                                                         |
| ----------------------- | --- | ---------------------------------------------- | --------------------------------------- | --------------------------------- | ------------------------------------------------------------------------ |
| 2 de enero              | United Cup Brisbane, Perth, Sídney, Australia $15,000,000 Dura (o) – 18 equipos                                                                 | Estados Unidos 4-0                             | Italia                                  | Grecia Polonia                    |                                                                          |
| 2 de enero              | Adelaide International 1 Adelaida, Australia WTA 500 $826,837 – Dura – 30S/24Q/16D Cuadro Individual – Cuadro de Dobles                         | Aryna Sabalenka 6-3, 7-6(4)                    | Linda Nosková                           | Ons Jabeur Irina-Camelia Begu     | Marta Kostyuk Victoria Azarenka Veronika Kudermétova Markéta Vondroušová |
| 2 de enero              | Adelaide International 1 Adelaida, Australia WTA 500 $826,837 – Dura – 30S/24Q/16D Cuadro Individual – Cuadro de Dobles                         | Asia Muhammad Taylor Townsend 6-2, 7-6(2)      | Storm Sanders Kateřina Siniaková        | Ons Jabeur Irina-Camelia Begu     | Marta Kostyuk Victoria Azarenka Veronika Kudermétova Markéta Vondroušová |
| 2 de enero              | ASB Classic Auckland, Nueva Zelanda WTA 250 $259,303 – Dura – 32S/32Q/16D Cuadro Individual – Cuadro de Dobles                                  | Cori Gauff 6-1, 6-1                            | Rebeka Masarova                         | Danka Kovinić Ysaline Bonaventure | Lin Zhu Viktória Kužmová Leylah Fernandez Karolína Muchová               |
| 2 de enero              | ASB Classic Auckland, Nueva Zelanda WTA 250 $259,303 – Dura – 32S/32Q/16D Cuadro Individual – Cuadro de Dobles                                  | Miyu Kato Aldila Sutjiadi 1-6, 7-5, [10-4]     | Bethanie Mattek-Sands Leylah Fernandez  | Danka Kovinić Ysaline Bonaventure | Lin Zhu Viktória Kužmová Leylah Fernandez Karolína Muchová               |
| 9 de enero              | Adelaide International 2 Adelaida, Australia WTA 500 $780,637 – Dura – 30S/24Q/16D Cuadro Individual – Cuadro de Dobles                         | Belinda Bencic 6-0, 6-2                        | Daria Kasátkina                         | Veronika Kudermétova Paula Badosa | Caroline Garcia Danielle Collins Beatriz Haddad Maia Petra Kvitová       |
| 9 de enero              | Adelaide International 2 Adelaida, Australia WTA 500 $780,637 – Dura – 30S/24Q/16D Cuadro Individual – Cuadro de Dobles                         | Luisa Stefani Taylor Townsed 7-5, 7-6(3)       | Anastasia Pavlyuchenkova Elena Rybakina | Veronika Kudermétova Paula Badosa | Caroline Garcia Danielle Collins Beatriz Haddad Maia Petra Kvitová       |
| 9 de enero              | Hobart International Hobart, Australia WTA 250 $259,303 – Dura – 32S/32Q/16D Cuadro Individual – Cuadro de Dobles                               | Lauren Davis 7-6(0), 6-2                       | Elisabetta Cocciaretto                  | Anna Blinkova Sofia Kenin         | Yulia Putintseva Xinyu Wang Bernarda Pera Anhelina Kalinina              |
| 9 de enero              | Hobart International Hobart, Australia WTA 250 $259,303 – Dura – 32S/32Q/16D Cuadro Individual – Cuadro de Dobles                               | Kirsten Flipkens Laura Siegemund 6-4, 7-5      | Viktorija Golubic Panna Udvardy         | Anna Blinkova Sofia Kenin         | Yulia Putintseva Xinyu Wang Bernarda Pera Anhelina Kalinina              |
| 16 de enero 23 de enero | Australian Open Melbourne, Australia Grand Slam A$76,500,000– Dura – 128S/128Q/64D/16Q/32X Cuadro Individual – Cuadro de Dobles – Dobles Mixtos | Aryna Sabalenka 4-6, 6-3, 6-4                  | Elena Rybakina                          | Victoria Azarenka Magda Linette   | Jeļena Ostapenko Jessica Pegula Karolína Plíšková Donna Vekić            |
| 16 de enero 23 de enero | Australian Open Melbourne, Australia Grand Slam A$76,500,000– Dura – 128S/128Q/64D/16Q/32X Cuadro Individual – Cuadro de Dobles – Dobles Mixtos | Barbora Krejčíková Kateřina Siniaková 6-4, 6-3 | Shuko Aoyama Ena Shibahara              | Victoria Azarenka Magda Linette   | Jeļena Ostapenko Jessica Pegula Karolína Plíšková Donna Vekić            |
| 16 de enero 23 de enero | Australian Open Melbourne, Australia Grand Slam A$76,500,000– Dura – 128S/128Q/64D/16Q/32X Cuadro Individual – Cuadro de Dobles – Dobles Mixtos | Luisa Stefani Rafael Matos 7-6(2), 6-2         | Sania Mirza Rohan Bopanna               | Victoria Azarenka Magda Linette   | Jeļena Ostapenko Jessica Pegula Karolína Plíšková Donna Vekić            |
| 30 de enero             | Toyota Thailand Open Hua Hin, Tailandia WTA 250 $259,303 – Dura – 32S/24Q/16D Cuadro Individual – Cuadro de Dobles                              | Lin Zhu 6-4, 6-4                               | Lesia Tsurenko                          | Bianca Andreescu Xinyu Wang       | Marta Kostyuk Tatjana Maria Tamara Zidanšek Heather Watson               |
| 30 de enero             | Toyota Thailand Open Hua Hin, Tailandia WTA 250 $259,303 – Dura – 32S/24Q/16D Cuadro Individual – Cuadro de Dobles                              | Hao-Ching Chan Fang-Hsien Wu 6-1, 7-6(6)       | Xinyu Wang Lin Zhu                      | Bianca Andreescu Xinyu Wang       | Marta Kostyuk Tatjana Maria Tamara Zidanšek Heather Watson               |
| 30 de enero             | Lyon Open Lyon, Francia WTA 250 $259,303 – Dura (i) – 32S/32Q/16D Cuadro Individual – Cuadro de Dobles                                          | Alycia Parks 7-6(7), 7-5                       | Caroline Garcia                         | Camila Osorio Maryna Zanevska     | Jasmine Paolini Linda Nosková Danka Kovinić Anastasia Potapova           |
| 30 de enero             | Lyon Open Lyon, Francia WTA 250 $259,303 – Dura (i) – 32S/32Q/16D Cuadro Individual – Cuadro de Dobles                                          | Cristina Bucșa Bibiane Schoofs 7-6(5), 6-3     | Olga Danilović Alexandra Panova         | Camila Osorio Maryna Zanevska     | Jasmine Paolini Linda Nosková Danka Kovinić Anastasia Potapova           |

### Febrero
| Semana        | Torneo | Campeonas                                                   | Finalistas                          | Semifinalistas                     | Cuartos de final                                                          |
| ------------- | --- | ----------------------------------------------------------- | ----------------------------------- | ---------------------------------- | ------------------------------------------------------------------------- |
| 6 de febrero  | Abu Dhabi Open Abu Dabi, Emiratos Árabes Unidos WTA 500 $780,637 – Dura – 28S/24Q/16D Cuadro Individual – Cuadro de Dobles             | Belinda Bencic 1-6, 7-6(8), 6-4                             | Liudmila Samsónova                  | Qinwen Zheng Beatriz Haddad Maia   | Daria Kasátkina Veronika Kudermétova Elena Rybakina Shelby Rogers         |
| 6 de febrero  | Abu Dhabi Open Abu Dabi, Emiratos Árabes Unidos WTA 500 $780,637 – Dura – 28S/24Q/16D Cuadro Individual – Cuadro de Dobles             | Luisa Stefani Shuai Zhang 3-6, 6-2, [10-8]                  | Shuko Aoyama Hao-Ching Chan         | Qinwen Zheng Beatriz Haddad Maia   | Daria Kasátkina Veronika Kudermétova Elena Rybakina Shelby Rogers         |
| 6 de febrero  | Upper Austria Ladies Linz Linz, Austria WTA 250 $259,303 – Dura (i) – 32S/24Q/16D Cuadro Individual – Cuadro de Dobles                 | Anastasia Potapova 6-3, 6-1                                 | Petra Martić                        | María Sákkari Markéta Vondroušová  | Donna Vekić Clara Tauson Anna-Lena Friedsam Dalma Gálfi                   |
| 6 de febrero  | Upper Austria Ladies Linz Linz, Austria WTA 250 $259,303 – Dura (i) – 32S/24Q/16D Cuadro Individual – Cuadro de Dobles                 | Natela Dzalamidze Viktória Kužmová 4-6, 7-5, [12-10]        | Anna-Lena Friedsam Nadiia Kichenok  | María Sákkari Markéta Vondroušová  | Donna Vekić Clara Tauson Anna-Lena Friedsam Dalma Gálfi                   |
| 13 de febrero | Qatar Total Energies Open Doha, Catar WTA 500 $780,637 – Dura – 28S/32Q/16D Cuadro Individual – Cuadro de Dobles                       | Iga Świątek 6-3, 6-0                                        | Jessica Pegula                      | Veronika Kudermétova María Sákkari | Belinda Bencic Cori Gauff Caroline Garcia Beatriz Haddad Maia             |
| 13 de febrero | Qatar Total Energies Open Doha, Catar WTA 500 $780,637 – Dura – 28S/32Q/16D Cuadro Individual – Cuadro de Dobles                       | Cori Gauff Jessica Pegula 6-4, 2-6, [10-7]                  | Lyudmyla Kichenok Jeļena Ostapenko  | Veronika Kudermétova María Sákkari | Belinda Bencic Cori Gauff Caroline Garcia Beatriz Haddad Maia             |
| 20 de febrero | Dubái Tennis Championships Dubái, Emiratos Árabes Unidos WTA 1000 $2,788,468 – Dura – 56S/32Q/28D Cuadro Individual – Cuadro de Dobles | Barbora Krejčíková 6-4, 6-2                                 | Iga Świątek                         | Cori Gauff Jessica Pegula          | Karolína Plíšková Madison Keys Karolína Muchová Aryna Sabalenka           |
| 20 de febrero | Dubái Tennis Championships Dubái, Emiratos Árabes Unidos WTA 1000 $2,788,468 – Dura – 56S/32Q/28D Cuadro Individual – Cuadro de Dobles | Veronika Kudermétova Liudmila Samsónova 6-4, 6-7(4), [10-1] | Hao-Ching Chan Yung-Jan Chan        | Cori Gauff Jessica Pegula          | Karolína Plíšková Madison Keys Karolína Muchová Aryna Sabalenka           |
| 20 de febrero | Merida Open Akron Mérida, México WTA 250 $259,303 – Dura – 32S/32Q/16D Cuadro Individual – Cuadro de Dobles                            | Camila Giorgi 7-6(3), 1-6, 6-2                              | Rebecca Peterson                    | Caty McNally Kateřina Siniaková    | Magda Linette Kimberly Birrell Elisabetta Cocciaretto Sloane Stephens     |
| 20 de febrero | Merida Open Akron Mérida, México WTA 250 $259,303 – Dura – 32S/32Q/16D Cuadro Individual – Cuadro de Dobles                            | Caty McNally Diane Parry 6-0, 7-5                           | Xinyu Wang Fang-Hsien Wu            | Caty McNally Kateřina Siniaková    | Magda Linette Kimberly Birrell Elisabetta Cocciaretto Sloane Stephens     |
| 27 de febrero | Abierto GNP Seguros Monterrey, México WTA 250 $259,303 – Dura – 32S/24Q/16D Cuadro Individual – Cuadro de Dobles                       | Donna Vekić 6-4, 3-6, 7-5                                   | Caroline Garcia                     | Elise Mertens Lin Zhu              | Mayar Sherif Elisabetta Cocciaretto Ysaline Bonaventure Caroline Dolehide |
| 27 de febrero | Abierto GNP Seguros Monterrey, México WTA 250 $259,303 – Dura – 32S/24Q/16D Cuadro Individual – Cuadro de Dobles                       | Yuliana Lizarazo María Paulina Pérez 6-3, 5-7, [10-5]       | Kimberly Birrell Fernanda Contreras | Elise Mertens Lin Zhu              | Mayar Sherif Elisabetta Cocciaretto Ysaline Bonaventure Caroline Dolehide |
| 27 de febrero | ATX Open Austin, Estados Unidos WTA 250 $259,303 – Dura – 32S/32Q/16D Cuadro Individual – Cuadro de Dobles                             | Marta Kostyuk 6-3, 7-5                                      | Varvara Gracheva                    | Katie Volynets Danielle Collins    | Sloane Stephens Peyton Stearns Anna Kalinskaya Anna-Lena Friedsam         |
| 27 de febrero | ATX Open Austin, Estados Unidos WTA 250 $259,303 – Dura – 32S/32Q/16D Cuadro Individual – Cuadro de Dobles                             | Erin Routliffe Aldila Sutjiadi 6-4, 3-6, [10-8]             | Nicole Melichar Ellen Perez         | Katie Volynets Danielle Collins    | Sloane Stephens Peyton Stearns Anna Kalinskaya Anna-Lena Friedsam         |

### Marzo
| Semana                  | Torneo | Campeonas                                                 | Finalistas                          | Semifinalistas                | Cuartos de final                                                          |
| ----------------------- | --- | --------------------------------------------------------- | ----------------------------------- | ----------------------------- | ------------------------------------------------------------------------- |
| 6 de marzo 13 de marzo  | BNP Paribas Open Indian Wells, Estados Unidos WTA 1000 $8,800,000 – Dura – 96S/48Q/32D Cuadro Individual – Cuadro de Dobles      | Elena Rybakina 7-6(11), 6-4                               | Aryna Sabalenka                     | Iga Świątek María Sákkari     | Sorana Cîrstea Karolína Muchová Petra Kvitová Cori Gauff                  |
| 6 de marzo 13 de marzo  | BNP Paribas Open Indian Wells, Estados Unidos WTA 1000 $8,800,000 – Dura – 96S/48Q/32D Cuadro Individual – Cuadro de Dobles      | Barbora Krejčiková Kateřina Siniaková 6-1, 6-7(3), [10-7] | Beatriz Haddad Maia Laura Siegemund | Iga Świątek María Sákkari     | Sorana Cîrstea Karolína Muchová Petra Kvitová Cori Gauff                  |
| 20 de marzo 27 de marzo | Miami Open presented by Itaú Miami, Estados Unidos WTA 1000 $8,800,000 – Dura – 96S/48Q/32D Cuadro Individual – Cuadro de Dobles | Petra Kvitová 7-6(14), 6-2                                | Elena Rybakina                      | Jessica Pegula Sorana Cîrstea | Martina Trevisan Anastasia Potapova Ekaterina Alexandrova Aryna Sabalenka |
| 20 de marzo 27 de marzo | Miami Open presented by Itaú Miami, Estados Unidos WTA 1000 $8,800,000 – Dura – 96S/48Q/32D Cuadro Individual – Cuadro de Dobles | Cori Gauff Jessica Pegula 7-6(6), 6-2                     | Leylah Fernandez Taylor Townsend    | Jessica Pegula Sorana Cîrstea | Martina Trevisan Anastasia Potapova Ekaterina Alexandrova Aryna Sabalenka |

### Abril
| Semana      | Torneo | Campeonas | Finalistas                                                                               | Semifinalistas                     | Cuartos de final                                                   |
| ----------- | --- | --- | ---------------------------------------------------------------------------------------- | ---------------------------------- | ------------------------------------------------------------------ |
| 3 de abril  | Credit One Charleston Open Charleston, Estados Unidos WTA 500 $780,637 – Tierra batida (verde) – 56S/32Q/16D Cuadro Individual – Cuadro de Dobles | Ons Jabeur 7-6(6), 6-4 | Belinda Bencic                                                                           | Jessica Pegula Daria Kasátkina     | Paula Badosa Ekaterina Alexandrova Madison Keys Anna Kalinskaya    |
| 3 de abril  | Credit One Charleston Open Charleston, Estados Unidos WTA 500 $780,637 – Tierra batida (verde) – 56S/32Q/16D Cuadro Individual – Cuadro de Dobles | Danielle Collins Desirae Krawczyk 0-6, 6-4, [14-12]                                                                                     | Ena Shibahara Giuliana Olmos                                                             | Jessica Pegula Daria Kasátkina     | Paula Badosa Ekaterina Alexandrova Madison Keys Anna Kalinskaya    |
| 3 de abril  | Copa Colsanitas Bogotá, Colombia WTA 250 $259,303 – Tierra batida – 32S/24Q/16D Cuadro Individual – Cuadro de Dobles | Tatjana Maria 6-3, 2-6, 6-4 | Peyton Stearns                                                                           | Kamila Rakhimova Francesca Jones   | Tamara Zidanšek Sara Sorribes Laura Pigossi Nuria Brancaccio       |
| 3 de abril  | Copa Colsanitas Bogotá, Colombia WTA 250 $259,303 – Tierra batida – 32S/24Q/16D Cuadro Individual – Cuadro de Dobles | Irina Khromacheva Iryna Shymanovich 6-1, 3-6, [10-6]                                                                                    | Oksana Kalashnikova Katarzyna Piter                                                      | Kamila Rakhimova Francesca Jones   | Tamara Zidanšek Sara Sorribes Laura Pigossi Nuria Brancaccio       |
| 10 de abril | Fase clasificatoria - Copa Billie Jean King Marbella, España – Tierra batida Antalya, Turquía – Tierra batida Coventry, Gran Bretaña – Dura (i) Vancouver, Canadá – Dura (i) Delray Beach, Estados Unidos – Dura Bratislava, Eslovaquia – Dura (i) Stuttgart, Alemania – Tierra batida (i) Astana, Kazajistán – Tierra batida (i) Koper, Eslovenia – Tierra batida | Ganadoras España 3-1 República Checa 3-1 Francia 3-1 Canadá 3-2 Estados Unidos 4-0 Italia 3-2 Alemania 3-1 Kazajistán 3-1 Eslovenia 3-2 | Perdedoras México Ucrania Gran Bretaña Bélgica Austria Eslovaquia Brasil Polonia Rumanía |                                    |                                                                    |
| 17 de abril | Porsche Tennis Grand Prix Stuttgart, Alemania WTA 500 $780,637 – Tierra batida – 28S/16Q/16D Cuadro Individual – Cuadro de Dobles | Iga Świątek 6-3, 6-4 | Aryna Sabalenka                                                                          | Ons Jabeur Anastasia Potapova      | Karolína Plíšková Beatriz Haddad Maia Caroline Garcia Paula Badosa |
| 17 de abril | Porsche Tennis Grand Prix Stuttgart, Alemania WTA 500 $780,637 – Tierra batida – 28S/16Q/16D Cuadro Individual – Cuadro de Dobles | Demi Schuurs Desirae Krawczyk 6-4, 6-1                                                                                                  | Nicole Melichar Giuliana Olmos                                                           | Ons Jabeur Anastasia Potapova      | Karolína Plíšková Beatriz Haddad Maia Caroline Garcia Paula Badosa |
| 24 de abril | Mutua Madrid Open Madrid, España WTA 1000 $7,652,174 – Tierra batida – 96S/48Q/32D Cuadro Individual – Cuadro de Dobles | Aryna Sabalenka 6-3, 3-6, 6-3 | Iga Świątek                                                                              | Veronika Kudermétova María Sákkari | Petra Martić Jessica Pegula Irina-Camelia Begu Mayar Sherif        |
| 24 de abril | Mutua Madrid Open Madrid, España WTA 1000 $7,652,174 – Tierra batida – 96S/48Q/32D Cuadro Individual – Cuadro de Dobles | Victoria Azarenka Beatriz Haddad Maia 6-1, 6-4                                                                                          | Cori Gauff Jessica Pegula                                                                | Veronika Kudermétova María Sákkari | Petra Martić Jessica Pegula Irina-Camelia Begu Mayar Sherif        |

### Mayo
| Semana     | Torneo | Campeones                                         | Subcampeones                            | Semifinalistas                        | Cuartos de final                                                     |
| ---------- | --- | ------------------------------------------------- | --------------------------------------- | ------------------------------------- | -------------------------------------------------------------------- |
| 8 de mayo  | Internazionali BNL d'Italia Roma, Italia WTA 1000 $3,572,618 – Tierra Batida (Roja) – 96S/48Q/32D Cuadro Individual – Cuadro de Dobles        | Elena Rybakina 6-4, 1-0, ret.                     | Anhelina Kalinina                       | Jeļena Ostapenko Veronika Kudermétova | Iga Świątek Paula Badosa Qinwen Zheng Beatriz Haddad Maia            |
| 8 de mayo  | Internazionali BNL d'Italia Roma, Italia WTA 1000 $3,572,618 – Tierra Batida (Roja) – 96S/48Q/32D Cuadro Individual – Cuadro de Dobles        | Storm Hunter Elise Mertens 6-4, 6-4               | Cori Gauff Jessica Pegula               | Jeļena Ostapenko Veronika Kudermétova | Iga Świątek Paula Badosa Qinwen Zheng Beatriz Haddad Maia            |
| 22 de mayo | Internationaux de Strasbourg Estrasburgo, Francia WTA 250 $259,303 – Tierra Batida – 32S/16Q/16D Cuadro Individual – Cuadro de Dobles         | Elina Svitólina 6-2, 6-3                          | Anna Blinkova                           | Lauren Davis Clara Burel              | Anastasia Pavlyuchenkova Emma Navarro Bernarda Pera Varvara Gracheva |
| 22 de mayo | Internationaux de Strasbourg Estrasburgo, Francia WTA 250 $259,303 – Tierra Batida – 32S/16Q/16D Cuadro Individual – Cuadro de Dobles         | Yifan Xu Zhaoxuan Yang 6-3, 6-2                   | Desirae Krawczyk Giuliana Olmos         | Lauren Davis Clara Burel              | Anastasia Pavlyuchenkova Emma Navarro Bernarda Pera Varvara Gracheva |
| 22 de mayo | Grand Prix SAR La Princesse Lalla Meryem Rabat, Marruecos WTA 250 $259,303 – Tierra Batida – 32S/16Q/16D Cuadro Individual – Cuadro de Dobles | Lucia Bronzetti 6-4, 5-7, 7-5                     | Julia Grabher                           | Julia Riera Sloane Stephens           | Martina Trevisan Yúliya Putíntseva Alycia Parks Peyton Stearns       |
| 22 de mayo | Grand Prix SAR La Princesse Lalla Meryem Rabat, Marruecos WTA 250 $259,303 – Tierra Batida – 32S/16Q/16D Cuadro Individual – Cuadro de Dobles | Sabrina Santamaria Yana Sizikova 3-6, 6-1, [10-8] | Lidziya Marozava Ingrid Gamarra Martins | Julia Riera Sloane Stephens           | Martina Trevisan Yúliya Putíntseva Alycia Parks Peyton Stearns       |
| 29 de mayo | Roland Garros París, Francia Grand Slam $23,352,500 – Tierra Batida – 128S/128Q/64D/32X Cuadro Individual – Cuadro de Dobles – Dobles Mixtos  | Iga Świątek 6-2, 5-7, 6-4                         | Karolina Muchová                        | Aryna Sabalenka Beatriz Haddad Maia   | Cori Gauff Ons Jabeur Anastasia Pavlyuchenkova Elina Svitólina       |
| 29 de mayo | Roland Garros París, Francia Grand Slam $23,352,500 – Tierra Batida – 128S/128Q/64D/32X Cuadro Individual – Cuadro de Dobles – Dobles Mixtos  | Su-Wei Hsieh Xinyu Wang 1-6, 7-6(5), 6-1          | Leylah Fernandez Taylor Townsend        | Aryna Sabalenka Beatriz Haddad Maia   | Cori Gauff Ons Jabeur Anastasia Pavlyuchenkova Elina Svitólina       |
| 29 de mayo | Roland Garros París, Francia Grand Slam $23,352,500 – Tierra Batida – 128S/128Q/64D/32X Cuadro Individual – Cuadro de Dobles – Dobles Mixtos  | Miyu Kato Tim Puetz 4-6, 6-4, [10-6]              | Bianca Andreescu Michael Venus          | Aryna Sabalenka Beatriz Haddad Maia   | Cori Gauff Ons Jabeur Anastasia Pavlyuchenkova Elina Svitólina       |

### Junio
| Semana      | Torneo | Campeones                                           | Subcampeones                           | Semifinalistas                         | Cuartos de final                                                         |
| ----------- | --- | --------------------------------------------------- | -------------------------------------- | -------------------------------------- | ------------------------------------------------------------------------ |
| 12 de junio | Libema Open 's-Hertogenbosch, Países Bajos WTA 250 $259,303 – Césped – 32S/24Q/16D Cuadro Individual – Cuadro de Dobles                         | Ekaterina Alexandrova 4-6, 6-4, 7-6(3)              | Veronika Kudermétova                   | Viktória Kužmová Aliaksandra Sasnóvich | Céline Naef Ashlyn Krueger Emina Bektas Liudmila Samsónova               |
| 12 de junio | Libema Open 's-Hertogenbosch, Países Bajos WTA 250 $259,303 – Césped – 32S/24Q/16D Cuadro Individual – Cuadro de Dobles                         | Shuko Aoyama Ena Shibahara 6-3, 6-3                 | Viktória Kužmová Tereza Mihalíková     | Viktória Kužmová Aliaksandra Sasnóvich | Céline Naef Ashlyn Krueger Emina Bektas Liudmila Samsónova               |
| 12 de junio | Rothesay Open Nottingham, Gran Bretaña WTA 250 $259,303 – Césped – 32S/24Q/16D Cuadro Individual – Cuadro de Dobles                             | Katie Boulter 6-3, 6-3                              | Jodie Burrage                          | Alizé Cornet Heather Watson            | Elizabeth Mandlik Magdalena Fręch Viktorija Golubic Harriet Dart         |
| 12 de junio | Rothesay Open Nottingham, Gran Bretaña WTA 250 $259,303 – Césped – 32S/24Q/16D Cuadro Individual – Cuadro de Dobles                             | Ulrike Eikkeri Ingrid Neel 7-6(6), 5-7, [10-8]      | Harriet Dart Heather Watson            | Alizé Cornet Heather Watson            | Elizabeth Mandlik Magdalena Fręch Viktorija Golubic Harriet Dart         |
| 19 de junio | Bett1open presented by Ecotrans Group Berlín, Alemania WTA 500 $780,637 – Césped – 28S/24Q/16D Cuadro Individual – Cuadro de Dobles             | Petra Kvitová 6-2, 7-6(6)                           | Donna Vekić                            | Ekaterina Alexandrova María Sákkari    | Veronika Kudermétova Caroline Garcia Markéta Vondroušová Elina Avanesyan |
| 19 de junio | Bett1open presented by Ecotrans Group Berlín, Alemania WTA 500 $780,637 – Césped – 28S/24Q/16D Cuadro Individual – Cuadro de Dobles             | Caroline Garcia Luisa Stefani 4-6, 7-6(8), [10-4]   | Kateřina Siniaková Markéta Vondroušová | Ekaterina Alexandrova María Sákkari    | Veronika Kudermétova Caroline Garcia Markéta Vondroušová Elina Avanesyan |
| 19 de junio | Rothesay Classic Birmingham, Gran Bretaña WTA 250 $259,303 – Césped – 32S/24Q/16D Cuadro Individual – Cuadro de Dobles                          | Jeļena Ostapenko 7-6(8), 6-4                        | Barbora Krejčíková                     | Lin Zhu Anastasia Potapova             | Linda Fruhvirtová Rebecca Marino Harriet Dart Magdalena Fręch            |
| 19 de junio | Rothesay Classic Birmingham, Gran Bretaña WTA 250 $259,303 – Césped – 32S/24Q/16D Cuadro Individual – Cuadro de Dobles                          | Marta Kostyuk Barbora Krejčíková 6-2, 7-6(7)        | Storm Hunter Alycia Parks              | Lin Zhu Anastasia Potapova             | Linda Fruhvirtová Rebecca Marino Harriet Dart Magdalena Fręch            |
| 26 de junio | Rothesay International Eastbourne, Gran Bretaña WTA 500 $780,637 – Césped – 32S/24Q/16D Cuadro Individual – Cuadro de Dobles                    | Madison Keys 6-2, 7-6(13)                           | Daria Kasátkina                        | Cori Gauff Camila Giorgi               | Petra Martić Jessica Pegula Jeļena Ostapenko Caroline Garcia             |
| 26 de junio | Rothesay International Eastbourne, Gran Bretaña WTA 500 $780,637 – Césped – 32S/24Q/16D Cuadro Individual – Cuadro de Dobles                    | Desirae Krawczyk Demi Schuurs 6-2, 6-4              | Nicole Melichar Ellen Perez            | Cori Gauff Camila Giorgi               | Petra Martić Jessica Pegula Jeļena Ostapenko Caroline Garcia             |
| 26 de junio | Bad Homburg Open presented by Engel & Volkers Bad Homburg, Alemania WTA 250 $259,303 – Césped – 32S/8Q/16D Cuadro Individual – Cuadro de Dobles | Kateřina Siniaková 6-2, 7-6(5)                      | Lucia Bronzetti                        | Iga Świątek Emma Navarro               | Anna Blinkova Varvara Gracheva Rebeka Masarova Liudmila Samsónova        |
| 26 de junio | Bad Homburg Open presented by Engel & Volkers Bad Homburg, Alemania WTA 250 $259,303 – Césped – 32S/8Q/16D Cuadro Individual – Cuadro de Dobles | Ingrid Gamarra Martins Lidziya Marozava 6-0, 7-6(3) | Eri Hozumi Monica Niculescu            | Iga Świątek Emma Navarro               | Anna Blinkova Varvara Gracheva Rebeka Masarova Liudmila Samsónova        |

### Julio
| Semana                 | Torneo | Campeones                                          | Subcampeones                         | Semifinalistas                           | Cuartos de final                                                 |
| ---------------------- | --- | -------------------------------------------------- | ------------------------------------ | ---------------------------------------- | ---------------------------------------------------------------- |
| 3 de julio 10 de julio | The Championships, Wimbledon Londres, Gran Bretaña Grand Slam £44,700,000 – Césped – S/Q/D/Q/X Cuadro Individual – Cuadro de Dobles – Dobles Mixtos | Markéta Vondroušová 6-4, 6-4                       | Ons Jabeur                           | Elina Svitólina Aryna Sabalenka          | Iga Świątek Jessica Pegula Elena Rybákina Madison Keys           |
| 3 de julio 10 de julio | The Championships, Wimbledon Londres, Gran Bretaña Grand Slam £44,700,000 – Césped – S/Q/D/Q/X Cuadro Individual – Cuadro de Dobles – Dobles Mixtos | Su-Wei Hsieh Barbora Strýcová 7-5, 6-4             | Storm Hunter Elise Mertens           | Elina Svitólina Aryna Sabalenka          | Iga Świątek Jessica Pegula Elena Rybákina Madison Keys           |
| 3 de julio 10 de julio | The Championships, Wimbledon Londres, Gran Bretaña Grand Slam £44,700,000 – Césped – S/Q/D/Q/X Cuadro Individual – Cuadro de Dobles – Dobles Mixtos | Lyudmyla Kichenok Mate Pavić 6-4, 6-7(9), 6-3      | Yifan Xu Joran Vliegen               | Elina Svitólina Aryna Sabalenka          | Iga Świątek Jessica Pegula Elena Rybákina Madison Keys           |
| 17 de julio            | Hopman Cup Niza, Francia Campeonato Mixto de la ITF Dura (o) – 8 equipos (RR)                                                                       | Croacia · 2-0                                      | Suiza                                | Eliminados del Grupo A Francia Dinamarca | Eliminados del Grupo B · Bélgica · España ·                      |
| 17 de julio            | Hungarian Grand Prix Budapest, Hungría WTA 250 $259,303 – Tierra Batida (roja) – 32S/24Q/16D Cuadro Individual – Cuadro de Dobles                   | Maria Timofeeva 6-3, 3-6, 6-0                      | Kateryna Baindl                      | Nadia Podoroska Claire Liu               | Kaja Juvan Elina Avanesyan Anna Schmiedlová Fanny Stollár        |
| 17 de julio            | Hungarian Grand Prix Budapest, Hungría WTA 250 $259,303 – Tierra Batida (roja) – 32S/24Q/16D Cuadro Individual – Cuadro de Dobles                   | Katarzyna Piter Fanny Stollár 6-2, 4-6, [10-4]     | Jessie Aney Anna Sisková             | Nadia Podoroska Claire Liu               | Kaja Juvan Elina Avanesyan Anna Schmiedlová Fanny Stollár        |
| 17 de julio            | Palermo Ladies Open Palermo, Italia WTA 250 $259,303 – Tierra Batida (Roja) – 32S/16Q/16D Cuadro Individual – Cuadro de Dobles                      | Qinwen Zheng 6-4, 1-6, 6-1                         | Jasmine Paolini                      | Sara Sorribes Mayar Sherif               | Daria Kasátkina Clara Burel Camila Osorio Emma Navarro           |
| 17 de julio            | Palermo Ladies Open Palermo, Italia WTA 250 $259,303 – Tierra Batida (Roja) – 32S/16Q/16D Cuadro Individual – Cuadro de Dobles                      | Yana Sizikova Kimberley Zimmermann 6-2, 6-4        | Angelica Moratelli Camilla Rosatello | Sara Sorribes Mayar Sherif               | Daria Kasátkina Clara Burel Camila Osorio Emma Navarro           |
| 24 de julio            | Hamburg European Open Hamburgo, Alemania WTA 250 $259,303 – Tierra Batida (roja) – 28S/16Q/15D Cuadro Individual – Cuadro de Dobles                 | Arantxa Rus 6-0, 7-6(3)                            | Noma Noha Akugue                     | Diana Shnaider Daria Saville             | Martina Trevisan Bernarda Pera Jule Niemeier Eva Lys             |
| 24 de julio            | Hamburg European Open Hamburgo, Alemania WTA 250 $259,303 – Tierra Batida (roja) – 28S/16Q/15D Cuadro Individual – Cuadro de Dobles                 | Anna Danilina Alexandra Panova 6-4, 6-2            | Miriam Kolodziejová Angela Kulikov   | Diana Shnaider Daria Saville             | Martina Trevisan Bernarda Pera Jule Niemeier Eva Lys             |
| 24 de julio            | BNP Paribas Warsaw Open Varsovia, Polonia WTA 250 $251,750 – Tierra Batida (Roja) – 32S/16Q/16D Cuadro Individual – Cuadro de Dobles                | Iga Świątek 6-0, 6-1                               | Laura Siegemund                      | Yanina Wickmayer Tatjana Maria           | Linda Nosková Heather Watson Lucrezia Stefanini Rebecca Šramková |
| 24 de julio            | BNP Paribas Warsaw Open Varsovia, Polonia WTA 250 $251,750 – Tierra Batida (Roja) – 32S/16Q/16D Cuadro Individual – Cuadro de Dobles                | Heather Watson Yanina Wickmayer 6-4, 6-4           | Weronika Falkowska Katarzyna Piter   | Yanina Wickmayer Tatjana Maria           | Linda Nosková Heather Watson Lucrezia Stefanini Rebecca Šramková |
| 24 de julio            | Ladies Open Lausanne Lausana, Suiza WTA 250 $259,303 – Tierra Batida (Roja) – 32S/8Q/16D Cuadro Individual – Cuadro de Dobles                       | Elisabetta Cocciaretto 7-5, 4-6, 6-4               | Clara Burel                          | Diane Parry Anna Bondár                  | Alizé Cornet Ana Bogdan Tamara Zidanšek Elina Avanesyan          |
| 24 de julio            | Ladies Open Lausanne Lausana, Suiza WTA 250 $259,303 – Tierra Batida (Roja) – 32S/8Q/16D Cuadro Individual – Cuadro de Dobles                       | Anna Bondár Diane Parry 6-2, 6-1                   | Amina Anshba Anastasia Dețiuc        | Diane Parry Anna Bondár                  | Alizé Cornet Ana Bogdan Tamara Zidanšek Elina Avanesyan          |
| 31 de julio            | Mubadala Citi DC Open Washington D. C., Estados Unidos WTA 500 $780,637 – Dura – 28S/16Q/16D Cuadro Individual – Cuadro de Dobles                   | Cori Gauff 6-2, 6-3                                | María Sákkari                        | Jessica Pegula Liudmila Samsónova        | Elina Svitólina Madison Keys Belinda Bencic Marta Kostyuk        |
| 31 de julio            | Mubadala Citi DC Open Washington D. C., Estados Unidos WTA 500 $780,637 – Dura – 28S/16Q/16D Cuadro Individual – Cuadro de Dobles                   | Laura Siegemund Vera Zvonareva 6-4, 6-4            | Alexa Guarachi Monica Niculescu      | Jessica Pegula Liudmila Samsónova        | Elina Svitólina Madison Keys Belinda Bencic Marta Kostyuk        |
| 31 de julio            | Livesport Prague Open Praga, República Checa WTA 250 $251,750 – Dura – 32S/24Q/16D Cuadro Individual – Cuadro de Dobles                             | Nao Hibino 6-4, 6-1                                | Linda Nosková                        | Jaqueline Cristian Tamara Korpatsch      | Kateryna Baindl Tereza Martincová Anna Schmiedlová Alizé Cornet  |
| 31 de julio            | Livesport Prague Open Praga, República Checa WTA 250 $251,750 – Dura – 32S/24Q/16D Cuadro Individual – Cuadro de Dobles                             | Nao Hibino Oksana Kaláshnikova 6-7(7), 7-5, [10-3] | Quinn Gleason Elixane Lechemia       | Jaqueline Cristian Tamara Korpatsch      | Kateryna Baindl Tereza Martincová Anna Schmiedlová Alizé Cornet  |

### Agosto
| Semana                       | Torneo | Campeones                                        | Subcampeones                   | Semifinalistas                | Cuartos de final                                                 |
| ---------------------------- | --- | ------------------------------------------------ | ------------------------------ | ----------------------------- | ---------------------------------------------------------------- |
| 7 de agosto                  | Omnium National Bank présenté par Rogers Montreal, Canadá WTA 1000 $2,788,468 – Dura – 56S/32Q/28D Cuadro Individual – Cuadro de Dobles | Jessica Pegula 6-1, 6-0                          | Liudmila Samsónova             | Iga Świątek Elena Rybakina    | Danielle Collins Cori Gauff Daria Kasátkina Belinda Bencic       |
| 7 de agosto                  | Omnium National Bank présenté par Rogers Montreal, Canadá WTA 1000 $2,788,468 – Dura – 56S/32Q/28D Cuadro Individual – Cuadro de Dobles | Shuko Aoyama Ena Shibahara 6-4, 4-6, [13-11]     | Desirae Krawczyk Demi Schuurs  | Iga Świątek Elena Rybakina    | Danielle Collins Cori Gauff Daria Kasátkina Belinda Bencic       |
| 14 de agosto                 | Western & Southern Open Cincinnati, Estados Unidos WTA 1000 $2,788,468 – Dura – 56S/32Q/28D Cuadro Individual – Cuadro de Dobles        | Cori Gauff 6-3, 6-4                              | Karolína Muchová               | Iga Świątek Aryna Sabalenka   | Markéta Vondroušová Jasmine Paolini Marie Bouzková Ons Jabeur    |
| 14 de agosto                 | Western & Southern Open Cincinnati, Estados Unidos WTA 1000 $2,788,468 – Dura – 56S/32Q/28D Cuadro Individual – Cuadro de Dobles        | Alycia Parks Taylor Townsend 6-7(1), 6-4, [10-6] | Nicole Melichar Ellen Perez    | Iga Świątek Aryna Sabalenka   | Markéta Vondroušová Jasmine Paolini Marie Bouzková Ons Jabeur    |
| 21 de agosto                 | Tennis in The Land Cleveland, Estados Unidos WTA 250 $271,363 – Dura – 32S/16Q/16D Cuadro Individual – Cuadro de Dobles                 | Sara Sorribes 3-6, 6-4, 6-4                      | Ekaterina Alexandrova          | Lin Zhu Tatjana Maria         | Caroline Garcia Xinyu Wang Sloane Stephens Leylah Fernandez      |
| 21 de agosto                 | Tennis in The Land Cleveland, Estados Unidos WTA 250 $271,363 – Dura – 32S/16Q/16D Cuadro Individual – Cuadro de Dobles                 | Miyu Kato Aldila Sutjiadi 6-4, 6-7(4), [10-8]    | Nicole Melichar Ellen Perez    | Lin Zhu Tatjana Maria         | Caroline Garcia Xinyu Wang Sloane Stephens Leylah Fernandez      |
| 28 de agosto 4 de septiembre | U.S. Open Nueva York, Estados Unidos Grand Slam $60,102,000 – Dura S/Q/D/X Cuadro Individual – Cuadro de Dobles – Dobles Mixtos         | Cori Gauff 2-6, 6-3, 6-2                         | Aryna Sabalenka                | Karolína Muchová Madison Keys | Jeļena Ostapenko Sorana Cîrstea Markéta Vondroušová Qinwen Zheng |
| 28 de agosto 4 de septiembre | U.S. Open Nueva York, Estados Unidos Grand Slam $60,102,000 – Dura S/Q/D/X Cuadro Individual – Cuadro de Dobles – Dobles Mixtos         | Gabriela Dabrowski Erin Routliffe 7-6(9), 6-3    | Laura Siegemund Vera Zvonareva | Karolína Muchová Madison Keys | Jeļena Ostapenko Sorana Cîrstea Markéta Vondroušová Qinwen Zheng |
| 28 de agosto 4 de septiembre | U.S. Open Nueva York, Estados Unidos Grand Slam $60,102,000 – Dura S/Q/D/X Cuadro Individual – Cuadro de Dobles – Dobles Mixtos         | Anna Danilina Harri Heliövaara 6-3, 6-4          | Jessica Pegula Austin Krajicek | Karolína Muchová Madison Keys | Jeļena Ostapenko Sorana Cîrstea Markéta Vondroušová Qinwen Zheng |

### Septiembre
| Semana           | Torneo | Campeonas                                        | Subcampeonas                      | Semifinalistas                         | Cuartos de final                                                     |
| ---------------- | --- | ------------------------------------------------ | --------------------------------- | -------------------------------------- | -------------------------------------------------------------------- |
| 11 de septiembre | Cymbiotika San Diego Open San Diego, Estados Unidos WTA 500 $780,637 – Dura – 32S/16Q/16D Cuadro Individual – Cuadro de Dobles                  | Barbora Krejčíková 6-4, 2-6, 6-4                 | Sofia Kenin                       | Emma Navarro Danielle Collins          | Anastasia Potapova María Sákkari Beatriz Haddad Maia Caroline Garcia |
| 11 de septiembre | Cymbiotika San Diego Open San Diego, Estados Unidos WTA 500 $780,637 – Dura – 32S/16Q/16D Cuadro Individual – Cuadro de Dobles                  | Barbora Krejčíková Kateřina Siniaková 6-1, 6-4   | Danielle Collins Coco Vandeweghe  | Emma Navarro Danielle Collins          | Anastasia Potapova María Sákkari Beatriz Haddad Maia Caroline Garcia |
| 11 de septiembre | Kinoshita Group Japan Open Tennis Champioships Osaka, Japón WTA 250 $ – Dura – 32S/16Q/16D Cuadro Individual – Cuadro de Dobles                 | Ashlyn Krueger 6-3, 7-6(6)                       | Lin Zhu                           | Xinyu Wang Mai Hontama                 | Elizabeth Mandlik Yulia Putintseva Anna Kalinskaya Arianne Hartono   |
| 11 de septiembre | Kinoshita Group Japan Open Tennis Champioships Osaka, Japón WTA 250 $ – Dura – 32S/16Q/16D Cuadro Individual – Cuadro de Dobles                 | Anna-Lena Friedsam Nadiia Kichenok 7-6(3), 6-3   | Anna Kalinskaya Yulia Putintseva  | Xinyu Wang Mai Hontama                 | Elizabeth Mandlik Yulia Putintseva Anna Kalinskaya Arianne Hartono   |
| 18 de septiembre | Guadalajara Open Akron presented by Santander Guadalajara, México WTA 1000 $2,788,468 – Dura – 56S/32Q/28D Cuadro Individual – Cuadro de Dobles | María Sákkari 7-5, 6-3                           | Caroline Dolehide                 | Sofia Kenin Caroline Garcia            | Martina Trevisan Leylah Fernandez Victoria Azarenka Emiliana Arango  |
| 18 de septiembre | Guadalajara Open Akron presented by Santander Guadalajara, México WTA 1000 $2,788,468 – Dura – 56S/32Q/28D Cuadro Individual – Cuadro de Dobles | Storm Hunter Elise Mertens 3-6, 6-2, [10-4]      | Gabriela Dabrowski Erin Routliffe | Sofia Kenin Caroline Garcia            | Martina Trevisan Leylah Fernandez Victoria Azarenka Emiliana Arango  |
| 18 de septiembre | Galaxy Holding Group Guangzhou Open Guangzhou, China WTA 250 $ – Tierra Batida – 32S/16Q/16D Cuadro Individual – Cuadro de Dobles               | Wang Xiyu 6-0, 6-2                               | Magda Linette                     | Yulia Putintseva Greet Minnen          | Rebeka Masarova Tatjana Maria Lucia Bronzetti Viktória Kužmová       |
| 18 de septiembre | Galaxy Holding Group Guangzhou Open Guangzhou, China WTA 250 $ – Tierra Batida – 32S/16Q/16D Cuadro Individual – Cuadro de Dobles               | Guo Hanyu Jiang Xinyu 6-3, 7-6(4)                | Eri Hozumi Makoto Ninomiya        | Yulia Putintseva Greet Minnen          | Rebeka Masarova Tatjana Maria Lucia Bronzetti Viktória Kužmová       |
| 25 de septiembre | Toray Pan Pacific Open Tokio, Japón WTA 500 $ – Dura – 32S/16Q/16D Cuadro Individual – Cuadro de Dobles                                         | Veronika Kudermetova 7-5, 6-1                    | Jessica Pegula                    | Maria Sakkari Anastasia Pavlyuchenkova | Iga Świątek Yekaterina Aleksándrova Caroline Garcia Daria Kasatkina  |
| 25 de septiembre | Toray Pan Pacific Open Tokio, Japón WTA 500 $ – Dura – 32S/16Q/16D Cuadro Individual – Cuadro de Dobles                                         | Ulrike Eikkeri Ingrid Neel 6-3, 7-6(4)           | Eri Hozumi Makoto Ninomiya        | Maria Sakkari Anastasia Pavlyuchenkova | Iga Świątek Yekaterina Aleksándrova Caroline Garcia Daria Kasatkina  |
| 25 de septiembre | Ningbo Open Ningbo, China WTA 250 $ – Dura (i) – 32S/16Q/16D Cuadro Individual – Cuadro de Dobles                                               | Ons Jabeur 6-2, 6-1                              | Diana Shnaider                    | Nadia Podoroska Linda Fruhvirtová      | Katerina Siniakova Vera Zvonareva Lucia Bronzetti Petra Kvitova      |
| 25 de septiembre | Ningbo Open Ningbo, China WTA 250 $ – Dura (i) – 32S/16Q/16D Cuadro Individual – Cuadro de Dobles                                               | Laura Siegemund Vera Zvonariova 4-6, 6-3, [10-5] | Guo Hanyu Jiang Xinyu             | Nadia Podoroska Linda Fruhvirtová      | Katerina Siniakova Vera Zvonareva Lucia Bronzetti Petra Kvitova      |

### Octubre
| Semana        | Torneo | Campeonas                                         | Subcampeonas                              | Semifinalistas                  | Cuartos de final |
| ------------- | --- | ------------------------------------------------- | ----------------------------------------- | ------------------------------- | --- |
| 2 de octubre  | China Open Pekín, China WTA 1000 $8,127,389 – Dura (i) – 32S/16Q/16D Cuadro Individual – Cuadro de Dobles                            | Iga Świątek 6-2, 6-2                              | Liudmila Samsónova                        | Elena Rybakina Cori Gauff       | Aryna Sabalenka Caroline Garcia Jeļena Ostapenko Maria Sakkari                                                                                 |
| 2 de octubre  | China Open Pekín, China WTA 1000 $8,127,389 – Dura (i) – 32S/16Q/16D Cuadro Individual – Cuadro de Dobles                            | Marie Bouzková Sara Sorribes 3-6, 6-0, [10-4]     | Chan Hao-ching Giuliana Olmos             | Elena Rybakina Cori Gauff       | Aryna Sabalenka Caroline Garcia Jeļena Ostapenko Maria Sakkari                                                                                 |
| 9 de octubre  | Zhengzhou Open Zhengzhou, China WTA 500 $780,637 – Dura – 32S/16Q/16D Cuadro Individual – Cuadro de Dobles                           | Qinwen Zheng 2-6, 6-2, 6-4                        | Barbora Krejčíková                        | Jasmine Paolini Daria Kasátkina | Ons Jabeur Laura Siegemund Anhelina Kalínina Lesia Tsurenko                                                                                    |
| 9 de octubre  | Zhengzhou Open Zhengzhou, China WTA 500 $780,637 – Dura – 32S/16Q/16D Cuadro Individual – Cuadro de Dobles                           | Gabriela Dabrowski Erin Routliffe 6-2, 6-4        | Shuko Aoyama Ena Shibahara                | Jasmine Paolini Daria Kasátkina | Ons Jabeur Laura Siegemund Anhelina Kalínina Lesia Tsurenko                                                                                    |
| 9 de octubre  | Hana Bank Korea Open Seúl, Corea del Sur WTA 250 $259,303 – Dura – 32S/16Q/16D Cuadro Individual – Cuadro de Dobles                  | Jessica Pegula 6-2, 6-3                           | Yue Yuan                                  | Emina Bektas Yanina Wickmayer   | Kimberly Birrell Claire Liu Marie Bouzková Polina Kudermetova                                                                                  |
| 9 de octubre  | Hana Bank Korea Open Seúl, Corea del Sur WTA 250 $259,303 – Dura – 32S/16Q/16D Cuadro Individual – Cuadro de Dobles                  | Marie Bouzková Bethanie Mattek-Sands 6-2, 6-1     | Luksika Kumkhum Peangtarn Plipuech        | Emina Bektas Yanina Wickmayer   | Kimberly Birrell Claire Liu Marie Bouzková Polina Kudermetova                                                                                  |
| 9 de octubre  | Prudential Hong Kong Open Tennis Hong Kong, Hong Kong WTA 250 $259,303 – Dura (i) – 32S/16Q/16D Cuadro Individual – Cuadro de Dobles | Leylah Fernandez 3-6, 6-4, 6-4                    | Kateřina Siniaková                        | Anna Blinkova Martina Trevisan  | Sara Sorribes Elise Mertens Linda Fruhvirtová Anastasía Pavliuchénkova                                                                         |
| 9 de octubre  | Prudential Hong Kong Open Tennis Hong Kong, Hong Kong WTA 250 $259,303 – Dura (i) – 32S/16Q/16D Cuadro Individual – Cuadro de Dobles | Qianhui Tang Tsao Chia-yi 7-5, 1-6, [11-9]        | Oksana Kalashnikova Aliaksandra Sasnovich | Anna Blinkova Martina Trevisan  | Sara Sorribes Elise Mertens Linda Fruhvirtová Anastasía Pavliuchénkova                                                                         |
| 16 de octubre | Jiangxi Open Nanchang, China WTA 250 $259,303 – Dura – 32S/16Q/16D Cuadro Individual – Cuadro de Dobles                              | Kateřina Siniaková 1-6, 7-6(5), 7-6(4)            | Marie Bouzková                            | Diana Shnaider Leylah Fernandez | Nao Hibino Camila Osorio Laura Siegemund Aliaksandra Sasnóvich                                                                                 |
| 16 de octubre | Jiangxi Open Nanchang, China WTA 250 $259,303 – Dura – 32S/16Q/16D Cuadro Individual – Cuadro de Dobles                              | Laura Siegemund Vera Zvonariova 6-4, 6-2          | Eri Hozumi Makoto Ninomiya                | Diana Shnaider Leylah Fernandez | Nao Hibino Camila Osorio Laura Siegemund Aliaksandra Sasnóvich                                                                                 |
| 16 de octubre | Transylvania Open Cluj-Napoca, Rumania WTA 250 $259,303 – Dura (i) – 32S/16Q/16D Cuadro Individual – Cuadro de Dobles                | Tamara Korpatsch 6-3, 6-4                         | Elena-Gabriela Ruse                       | Eva Lys Rebeka Masarova         | Ekaterina Makarova Daria Snigur Ana Bogdan Emiliana Arango                                                                                     |
| 16 de octubre | Transylvania Open Cluj-Napoca, Rumania WTA 250 $259,303 – Dura (i) – 32S/16Q/16D Cuadro Individual – Cuadro de Dobles                | Jodie Burrage Jil Teichmann 6-1, 6-4              | Leolia Jeanjean Valeriya Strakhova        | Eva Lys Rebeka Masarova         | Ekaterina Makarova Daria Snigur Ana Bogdan Emiliana Arango                                                                                     |
| 16 de octubre | Jasmin Open Monastir Monastir, Túnez WTA 250 $259,303 – Dura – 32S/16Q/16D Cuadro Individual – Cuadro de Dobles                      | Elise Mertens 6-3, 6-0                            | Jasmine Paolini                           | Lesia Tsurenko Clara Burel      | Lucia Bronzetti Nuria Párrizas Lucrezia Stefanini Mai Hontama                                                                                  |
| 16 de octubre | Jasmin Open Monastir Monastir, Túnez WTA 250 $259,303 – Dura – 32S/16Q/16D Cuadro Individual – Cuadro de Dobles                      | Sara Errani Jasmine Paolini 2-6, 7-6(4), [10-6]   | Mai Hontama Natalija Stevanović           | Lesia Tsurenko Clara Burel      | Lucia Bronzetti Nuria Párrizas Lucrezia Stefanini Mai Hontama                                                                                  |
| 23 de octubre | WTA Elite Trophy Zhuhai, China Campeonato de Fin de Año $2,419,844 – Dura (i) – 12S (RR)/6D Cuadro Individual – Cuadro de Dobles     | Beatriz Haddad Maia 7-6(11), 7-6(4)               | Qinwen Zheng                              | Daria Kasatkina Lin Zhu         | Round robin Barbora Krejčíková Magda Linette Caroline Garcia Madison Keys Jeļena Ostapenko Donna Vekić Liudmila Samsonova Veronika Kudermetova |
| 23 de octubre | WTA Elite Trophy Zhuhai, China Campeonato de Fin de Año $2,419,844 – Dura (i) – 12S (RR)/6D Cuadro Individual – Cuadro de Dobles     | Beatriz Haddad Maia Veronika Kudermetova 6-3, 6-3 | Miyu Kato Aldila Sutjiadi                 | Daria Kasatkina Lin Zhu         | Round robin Barbora Krejčíková Magda Linette Caroline Garcia Madison Keys Jeļena Ostapenko Donna Vekić Liudmila Samsonova Veronika Kudermetova |
| 30 de octubre | WTA Finals Cancún, México Campeonato de Fin de Año $9,000,000 – Dura – 8S (RR)/8D Cuadro Individual – Cuadro de Dobles               | Iga Świątek 6-1, 6-0                              | Jessica Pegula                            | Cori Gauff Aryna Sabalenka      | Round RobinGrupo A Elena Rybakina María Sákkari Grupo B Ons Jabeur Markéta Vondroušová                                                         |
| 30 de octubre | WTA Finals Cancún, México Campeonato de Fin de Año $9,000,000 – Dura – 8S (RR)/8D Cuadro Individual – Cuadro de Dobles               | Laura Siegemund Vera Zvonareva 6-4, 6-4           | Nicole Melichar Ellen Perez               | Cori Gauff Aryna Sabalenka      | Round RobinGrupo A Elena Rybakina María Sákkari Grupo B Ons Jabeur Markéta Vondroušová                                                         |

### Noviembre
| Semana         | Torneo                                                                        | Campeonas  | Subcampeonas | Semifinalistas            | Cuartos de final |
| -------------- | ----------------------------------------------------------------------------- | ---------- | ------------ | ------------------------- | ---------------- |
| 6 de noviembre | Copa Billie Jean King – Finales Sevilla, España Dura (i) – Torneo por equipos | Canadá 2-0 | Italia       | República Checa Eslovenia |                  |

## Resumen por títulos

### Individual

#### Por tenistas
| N.º | Tenista                | Total | Grand Slam * | WTA 1000 | WTA 500 | WTA 250 * |
| 1   | Iga Świątek            | 6     | 1(+1)        | 1        | 2       | 1         |
| 2   | Cori Gauff             | 4     | 1            | 1        | 1       | 1         |
| 3   | Aryna Sabalenka        | 3     | 1            | 1        | 1       |           |
| 4   | Elena Rybakina         | 2     |              | 2        |         |           |
| 4   | Petra Kvitová          | 2     |              | 1        | 1       |           |
| 4   | Barbora Krejčíková     | 2     |              | 1        | 1       |           |
| 4   | Jessica Pegula         | 2     |              | 1        |         | 1         |
| 4   | Belinda Bencic         | 2     |              |          | 2       |           |
| 4   | Ons Jabeur             | 2     |              |          | 1       | 1         |
| 4   | Qinwen Zheng           | 2     |              |          | 1       | 1         |
| 4   | Kateřina Siniaková     | 2     |              |          |         | 2         |
| 11  | Markéta Vondroušová    | 1     | 1            |          |         |           |
| 11  | María Sákkari          | 1     |              | 1        |         |           |
| 11  | Madison Keys           | 1     |              |          | 1       |           |
| 11  | Veronika Kudermetova   | 1     |              |          | 1       |           |
| 11  | Alycia Parks           | 1     |              |          |         | 1         |
| 11  | Lauren Davis           | 1     |              |          |         | 1         |
| 11  | Beatriz Haddad Maia    | 1     |              |          |         | (+1)      |
| 11  | Ashlyn Krueger         | 1     |              |          |         | 1         |
| 11  | Ekaterina Alexandrova  | 1     |              |          |         | 1         |
| 11  | Anastasia Potapova     | 1     |              |          |         | 1         |
| 11  | Maria Timofeeva        | 1     |              |          |         | 1         |
| 11  | Lucia Bronzetti        | 1     |              |          |         | 1         |
| 11  | Elisabetta Cocciaretto | 1     |              |          |         | 1         |
| 11  | Camila Giorgi          | 1     |              |          |         | 1         |
| 11  | Tamara Korpatsch       | 1     |              |          |         | 1         |
| 11  | Tatjana Maria          | 1     |              |          |         | 1         |
| 11  | Lin Zhu                | 1     |              |          |         | 1         |
| 11  | Wang Xiyu              | 1     |              |          |         | 1         |
| 11  | Marta Kostyuk          | 1     |              |          |         | 1         |
| 11  | Elina Svitólina        | 1     |              |          |         | 1         |
| 11  | Arantxa Rus            | 1     |              |          |         | 1         |
| 11  | Elise Mertens          | 1     |              |          |         | 1         |
| 11  | Jeļena Ostapenko       | 1     |              |          |         | 1         |
| 11  | Sara Sorribes          | 1     |              |          |         | 1         |
| 11  | Donna Vekić            | 1     |              |          |         | 1         |
| 11  | Nao Hibino             | 1     |              |          |         | 1         |
| 11  | Katie Boulter          | 1     |              |          |         | 1         |
| 11  | Leylah Fernandez       | 1     |              |          |         | 1         |

#### Por países
| N.º | Tenista         | Total | Grand Slam * | WTA 1000 | WTA 500 | WTA 250 * |
| 1   | Estados Unidos  | 10    | 1            | 2        | 2       | 5         |
| 2   | República Checa | 7     | 1            | 2        | 2       | 2         |
| 3   | Polonia         | 6     | 1(+1)        | 1        | 2       | 1         |
| 4   | Rusia           | 4     |              |          | 1       | 3         |
| 4   | China           | 4     |              |          | 1       | 3         |
| 6   | Bielorrusia     | 3     | 1            | 1        | 1       |           |
| 6   | Italia          | 3     |              |          |         | 3         |
| 8   | Kazajistán      | 2     |              | 2        |         |           |
| 8   | Suiza           | 2     |              |          | 2       |           |
| 8   | Túnez           | 2     |              |          | 1       | 1         |
| 8   | Alemania        | 2     |              |          |         | 2         |
| 8   | Ucrania         | 2     |              |          |         | 2         |
| 13  | Grecia          | 1     |              | 1        |         |           |
| 13  | Bélgica         | 1     |              |          |         | 1         |
| 13  | Brasil          | 1     |              |          |         | (+1)      |
| 13  | Canadá          | 1     |              |          |         | 1         |
| 13  | Croacia         | 1     |              |          |         | 1         |
| 13  | España          | 1     |              |          |         | 1         |
| 13  | Japón           | 1     |              |          |         | 1         |
| 13  | Letonia         | 1     |              |          |         | 1         |
| 13  | Países Bajos    | 1     |              |          |         | 1         |
| 13  | Reino Unido     | 1     |              |          |         | 1         |

(*) Dentro de la columna de Grand Slam, se incluye el torneo WTA Finals con un (+1) y en la columna de WTA 250 se incluye el WTA Elite Trophy con un (+1).

### Dobles

#### Por tenistas
| N.º | Tenista                | Total | Grand Slam * | WTA 1000 | WTA 500 | WTA 250 * |
| 1   | Laura Siegemund        | 5     | (+1)         |          | 1       | 3         |
| 2   | Barbora Krejčíková     | 4     | 1            | 1        | 1       | 1         |
| 2   | Vera Zvonareva         | 4     | (+1)         |          | 1       | 2         |
| 4   | Kateřina Siniaková     | 3     | 1            | 1        | 1       |           |
| 4   | Erin Routliffe         | 3     | 1            |          | 1       | 1         |
| 4   | Taylor Townsend        | 3     |              | 1        | 2       |           |
| 4   | Desirae Krawczyk       | 3     |              |          | 3       |           |
| 4   | Luisa Stefani          | 3     |              |          | 3       |           |
| 4   | Aldila Sutjiadi        | 3     |              |          |         | 3         |
| 8   | Su-Wei Hsieh           | 2     | 2            |          |         |           |
| 8   | Gabriela Dabrowski     | 2     | 1            |          | 1       |           |
| 8   | Storm Hunter           | 2     |              | 2        |         |           |
| 8   | Elise Mertens          | 2     |              | 2        |         |           |
| 8   | Cori Gauff             | 2     |              | 1        | 1       |           |
| 8   | Jessica Pegula         | 2     |              | 1        | 1       |           |
| 8   | Beatriz Haddad Maia    | 2     |              | 1        |         | (+1)      |
| 8   | Veronika Kudermétova   | 2     |              | 1        |         | (+1)      |
| 8   | Shuko Aoyama           | 2     |              | 1        |         | 1         |
| 8   | Ena Shibahara          | 2     |              | 1        |         | 1         |
| 8   | Marie Bouzková         | 2     |              | 1        |         | 1         |
| 8   | Demi Schuurs           | 2     |              |          | 2       |           |
| 8   | Ingrid Neel            | 2     |              |          | 1       | 1         |
| 8   | Ulrike Eikkeri         | 2     |              |          | 1       | 1         |
| 8   | Miyu Kato              | 2     |              |          |         | 2         |
| 8   | Diane Parry            | 2     |              |          |         | 2         |
| 8   | Yana Sizikova          | 2     |              |          |         | 2         |
| 26  | Barbora Strýcová       | 1     | 1            |          |         |           |
| 26  | Xinyu Wang             | 1     | 1            |          |         |           |
| 26  | Victoria Azarenka      | 1     |              | 1        |         |           |
| 26  | Liudmila Samsónova     | 1     |              | 1        |         |           |
| 26  | Alycia Parks           | 1     |              | 1        |         |           |
| 26  | Sara Sorribes          | 1     |              | 1        |         |           |
| 26  | Danielle Collins       | 1     |              |          | 1       |           |
| 26  | Asia Muhammad          | 1     |              |          | 1       |           |
| 26  | Caroline Garcia        | 1     |              |          | 1       |           |
| 26  | Shuai Zhang            | 1     |              |          | 1       |           |
| 26  | Yifan Xu               | 1     |              |          |         | 1         |
| 26  | Zhaoxuan Yang          | 1     |              |          |         | 1         |
| 26  | Guo Hanyu              | 1     |              |          |         | 1         |
| 26  | Jiang Xinyu            | 1     |              |          |         | 1         |
| 26  | Tang Qianhui           | 1     |              |          |         | 1         |
| 26  | Caty McNally           | 1     |              |          |         | 1         |
| 26  | Sabrina Santamaria     | 1     |              |          |         | 1         |
| 26  | Bethanie Mattek-Sands  | 1     |              |          |         | 1         |
| 26  | Kirsten Flipkens       | 1     |              |          |         | 1         |
| 26  | Yanina Wickmayer       | 1     |              |          |         | 1         |
| 26  | Kimberley Zimmermann   | 1     |              |          |         | 1         |
| 26  | Tsao Chia-yi           | 1     |              |          |         | 1         |
| 26  | Hao-Ching Chan         | 1     |              |          |         | 1         |
| 26  | Fang-Hsien Wu          | 1     |              |          |         | 1         |
| 26  | Anna Bondár            | 1     |              |          |         | 1         |
| 26  | Fanny Stollár          | 1     |              |          |         | 1         |
| 26  | Jodie Burrage          | 1     |              |          |         | 1         |
| 26  | Heather Watson         | 1     |              |          |         | 1         |
| 26  | Natela Dzalamidze      | 1     |              |          |         | 1         |
| 26  | Oksana Kaláshnikova    | 1     |              |          |         | 1         |
| 26  | Irina Khromacheva      | 1     |              |          |         | 1         |
| 26  | Alexandra Panova       | 1     |              |          |         | 1         |
| 26  | Lidziya Marozava       | 1     |              |          |         | 1         |
| 26  | Iryna Shymanovich      | 1     |              |          |         | 1         |
| 26  | Sara Errani            | 1     |              |          |         | 1         |
| 26  | Jasmine Paolini        | 1     |              |          |         | 1         |
| 26  | Marta Kostyuk          | 1     |              |          |         | 1         |
| 26  | Nadiia Kichenok        | 1     |              |          |         | 1         |
| 26  | Yuliana Lizarazo       | 1     |              |          |         | 1         |
| 26  | María Paulina Pérez    | 1     |              |          |         | 1         |
| 26  | Ingrid Gamarra Martins | 1     |              |          |         | 1         |
| 26  | Nao Hibino             | 1     |              |          |         | 1         |
| 26  | Viktória Kužmová       | 1     |              |          |         | 1         |
| 26  | Katarzyna Piter        | 1     |              |          |         | 1         |
| 26  | Cristina Bucșa         | 1     |              |          |         | 1         |
| 26  | Bibiane Schoofs        | 1     |              |          |         | 1         |
| 26  | Anna Danilina          | 1     |              |          |         | 1         |
| 26  | Jil Teichmann          | 1     |              |          |         | 1         |
| 26  | Anna-Lena Friedsam     | 1     |              |          |         | 1         |

#### Por países
| N.º | Tenista         | Total | Grand Slam * | WTA 1000 | WTA 500 | WTA 250 * |
| 1   | Estados Unidos  | 16    |              | 4        | 9       | 3         |
| 2   | República Checa | 10    | 3            | 3        | 2       | 2         |
| 2   | Rusia           | 10    | (+1)         | 2        | 1       | 6         |
| 4   | Japón           | 7     |              | 2        |         | 5         |
| 4   | Alemania        | 7     | (+1)         |          | 1       | 4         |
| 6   | China           | 6     | 1            |          | 1       | 5         |
| 7   | China Taipéi    | 5     | 2            |          |         | 3         |
| 7   | Bélgica         | 5     |              | 2        |         | 3         |
| 7   | Brasil          | 5     |              | 1        | 3       | 1         |
| 10  | Nueva Zelanda   | 3     | 1            |          | 1       | 1         |
| 10  | Bielorrusia     | 3     |              | 1        |         | 2         |
| 10  | Países Bajos    | 3     |              |          | 2       | 1         |
| 10  | Francia         | 3     |              |          | 1       | 2         |
| 10  | Indonesia       | 3     |              |          |         | 3         |
| 15  | Canadá          | 2     | 1            |          | 1       |           |
| 15  | Australia       | 2     |              | 2        |         |           |
| 15  | España          | 2     |              | 1        |         | 1         |
| 15  | Noruega         | 2     |              |          | 1       | 1         |
| 15  | Estonia         | 2     |              |          | 1       | 1         |
| 15  | Colombia        | 2     |              |          |         | 2         |
| 15  | Georgia         | 2     |              |          |         | 2         |
| 15  | Hungría         | 2     |              |          |         | 2         |
| 15  | Reino Unido     | 2     |              |          |         | 2         |
| 15  | Ucrania         | 2     |              |          |         | 2         |
| 25  | Eslovaquia      |       |              |          |         | 1         |
| 25  | Kazajistán      |       |              |          | 1       |           |
| 25  | Polonia         |       |              |          | 1       |           |
| 25  | Suiza           |       |              |          | 1       |           |

(*) Dentro de la columna de Grand Slam, se incluye el torneo WTA Finals con un (+1) y en la columna de WTA 250 se incluye el WTA Elite Trophy con un (+1).

### Dobles Mixto

#### Por tenistas
| N.º | Tenista           | Total | Grand Slam |
| 1   | Anna Danilina     | 1     | 1          |
| 1   | Harri Heliövaara  | 1     | 1          |
| 1   | Miyu Kato         | 1     | 1          |
| 1   | Lyudmyla Kichenok | 1     | 1          |
| 1   | Rafael Matos      | 1     | 1          |
| 1   | Mate Pavić        | 1     | 1          |
| 1   | Tim Puetz         | 1     | 1          |
| 1   | Luisa Stefani     | 1     | 1          |

#### Por países
| N.º | Tenista    | Total | Grand Slam |
| 1   | Brasil     | 2     | 2          |
| 2   | Alemania   | 1     | 1          |
| 2   | Croacia    | 1     | 1          |
| 2   | Finlandia  | 1     | 1          |
| 2   | Japón      | 1     | 1          |
| 2   | Kazajistán | 1     | 1          |
| 2   | Ucrania    | 1     | 1          |

### Detalles de los títulos
Las siguientes jugadoras ganaron su primer título del circuito en individual o dobles:
Individual
- Lin Zhu  – Hua Hin (Cuadro)
- Alycia Parks  – Lyon (Cuadro)
- Marta Kostyuk  – Austin (Cuadro)
- Lucia Bronzetti  – Rabat (Cuadro)
- Katie Boulter  – Nottingham (Cuadro)
- Maria Timofeeva  – Budapest (Cuadro)
- Qinwen Zheng  – Palermo (Cuadro)
- Arantxa Rus  – Hamburgo (Cuadro)
- Elisabetta Cocciaretto  – Lausana (Cuadro)
- Tamara Korpatsch  – Cluj-Napoca (Cuadro)

Dobles
- Fang-Hsien Wu  – Hua Hin (Cuadro)
- Cristina Bucșa  – Lyon (Cuadro)
- Liudmila Samsónova  – Dubái (Cuadro)
- Diane Parry  – Mérida (Cuadro)
- Yuliana Lizarazo  – Monterrey (Cuadro)
- María Paulina Pérez  – Monterrey (Cuadro)
- Iryna Shymanovich  – Bogotá (Cuadro)
- Danielle Collins  – Charleston (Cuadro)
- Ingrid Gamarra Martins  – Bad Homburg (Cuadro)
- Guo Hanyu  – Guangzhou (Cuadro)
- Tsao Chia-yi  – Hong Kong (Cuadro)
- Jodie Burrage  – Cluj-Napoca (Cuadro)

Las siguientes jugadoras defendieron con éxito el título conseguido la temporada pasada en individual o dobles:
Individual
- Iga Świątek  – Doha (Cuadro), Stuttgart (Cuadro), Roland Garros (Cuadro)
- Tatjana Maria  – Bogotá (Cuadro)
- Ekaterina Alexandrova  – 's-Hertogenbosch (Cuadro)

Dobles
- Barbora Krejčíková  – Abierto de Australia (Cuadro)
- Kateřina Siniaková  – Abierto de Australia (Cuadro)
- Cori Gauff  – Doha (Cuadro)
- Jessica Pegula  – Doha (Cuadro)
- Veronika Kudermétova  – Dubái (Cuadro)
- Demi Schuurs  – Stuttgart (Cuadro)
- Desirae Krawczyk  – Stuttgart (Cuadro)
- Kimberley Zimmermann  – Palermo (Cuadro)

## Distribución de puntos
| Categoría               | G     | F     | SF   | CF                                              | R16                                             | R32                                             | R64                                             | R128                                            | Q                                               | Q3                                              | Q2                                              | Q1                                              |
| Grand Slam (S)          | 2000  | 1300  | 780  | 430                                             | 240                                             | 130                                             | 70                                              | 10                                              | 40                                              | 30                                              | 20                                              | 2                                               |
| Grand Slam (D)          | 2000  | 1300  | 780  | 430                                             | 240                                             | 130                                             | 10                                              | –                                               | 40                                              | –                                               | –                                               | –                                               |
| WTA Finals (S)          | 1500* | 1080* | 750* | (+125 por cada partido; +125 por cada victoria) | (+125 por cada partido; +125 por cada victoria) | (+125 por cada partido; +125 por cada victoria) | (+125 por cada partido; +125 por cada victoria) | (+125 por cada partido; +125 por cada victoria) | (+125 por cada partido; +125 por cada victoria) | (+125 por cada partido; +125 por cada victoria) | (+125 por cada partido; +125 por cada victoria) | (+125 por cada partido; +125 por cada victoria) |
| WTA Finals (D)          | 1500  | 1080  | 750  | 375                                             | –                                               | –                                               | –                                               | –                                               | –                                               | –                                               | –                                               | –                                               |
| WTA 1000 (96S)          | 1000  | 650   | 390  | 215                                             | 120                                             | 65                                              | 35                                              | 10                                              | 30                                              | –                                               | 20                                              | 2                                               |
| WTA 1000 (64S)          | 1000  | 650   | 390  | 215                                             | 120                                             | 65                                              | 10                                              | –                                               | 40                                              | –                                               | 20                                              | 2                                               |
| WTA 1000 (28/32D)       | 1000  | 650   | 390  | 215                                             | 120                                             | 10                                              | –                                               | –                                               | –                                               | –                                               | –                                               | –                                               |
| WTA 1000 (56S, 48Q/32Q) | 900   | 585   | 350  | 190                                             | 105                                             | 60                                              | 1                                               | –                                               | 30                                              | -                                               | 20                                              | 1                                               |
| WTA 1000 (28D)          | 900   | 585   | 350  | 190                                             | 105                                             | 1                                               | –                                               | –                                               | –                                               | –                                               | –                                               | –                                               |
| WTA 500 (64/56S)        | 470   | 305   | 185  | 100                                             | 55                                              | 30                                              | 1                                               | –                                               | 25                                              | –                                               | 13                                              | 1                                               |
| WTA 500 (32/30/28S)     | 470   | 305   | 185  | 100                                             | 55                                              | 1                                               | –                                               | –                                               | 25                                              | 18                                              | 13                                              | 1                                               |
| WTA 500 (28D)           | 470   | 305   | 185  | 100                                             | 55                                              | 1                                               | –                                               | –                                               | –                                               | –                                               | –                                               | –                                               |
| WTA 500 (16D)           | 470   | 305   | 185  | 100                                             | 1                                               | –                                               | –                                               | –                                               | –                                               | –                                               | –                                               | –                                               |
| WTA Elite Trophy        | 700*  | 440*  | 240* | (+40 por cada partido; +80 por cada victoria)   | (+40 por cada partido; +80 por cada victoria)   | (+40 por cada partido; +80 por cada victoria)   | (+40 por cada partido; +80 por cada victoria)   | (+40 por cada partido; +80 por cada victoria)   | (+40 por cada partido; +80 por cada victoria)   | (+40 por cada partido; +80 por cada victoria)   | (+40 por cada partido; +80 por cada victoria)   | (+40 por cada partido; +80 por cada victoria)   |
| WTA 250 (32S, 32Q)      | 280   | 180   | 110  | 60                                              | 30                                              | 1                                               | –                                               | –                                               | 18                                              | 14                                              | 10                                              | 1                                               |
| WTA 250 (32S, 24/16Q)   | 280   | 180   | 110  | 60                                              | 30                                              | 1                                               | –                                               | –                                               | 18                                              | –                                               | 12                                              | 1                                               |
| WTA 250 (28D)           | 280   | 180   | 110  | 60                                              | 30                                              | 1                                               | -                                               | –                                               | –                                               | –                                               | –                                               | –                                               |
| WTA 250 (16D)           | 280   | 180   | 110  | 60                                              | 1                                               | –                                               | –                                               | –                                               | –                                               | –                                               | –                                               | –                                               |

## Retiros
- Irina Falconi
- Kirsten Flipkens
- Anett Kontaveit
- Sania Mirza
- Ayumi Morita
- Anastasia Rodionova
- Samantha Stosur
- Coco Vandeweghe
- Maryna Zanevska
- Barbora Strýcová
- Misaki Doi